# Tracey Ramsey
Tracey Ramsey, née le 14 avril 1971 à Kingsville en Ontario, est une travailleuse de l'automobile, syndicaliste et femme politique canadienne. Elle représente la circonscription de Essex à la Chambre des communes du Canada de 2015 à 2019 sous la bannière du Nouveau Parti démocratique. Après une défaite en 2019, elle tente de reprendre son siège en 2021 sans succès.
Depuis janvier 2022, elle est la directrice du Service de la condition féminine d'Unifor.